# Daniela Mogurean
Daniela Mogurean, född 16 juli 2001 i Chișinău, Moldavien, är en italiensk gymnast, som tävlar i rytmisk gymnastik.

## Karriär
Daniela Mogurean har medverkat på ett flertal VM-turneringar där hon bland annat tagit tre guld. Vid OS 2020 och OS 2024 ingick hon i det italienska laget som tog brons i truppmångkampen.